# 신준영
신준영(1969년 6월 7일 ~ )은 대한민국의 배우와 영화 감독이다.

## 생애
1992년 연극 배우 첫 데뷔하였다.

## 경력
- 해오름 이앤티 대표이사
- 극단 해오름 대표
- 사단법인 서울국제웹페스트 조직위원회 위원장

## 출연

### 방송

#### 드라마
- 1995년 MBC 《제4공화국》
- 1999년 MBC 《허준》
- 2000년 KBS 2TV 《꼭지》- 16회 감옥 죄수 역
- 2000년 KBS 2TV 《천둥소리》
- 2001년 MBC 《상도》
- 2002년 KBS 2TV 《내사랑 누굴까》
- 2002년 KBS 2TV 《태양인 이제마》
- 2002년 SBS 《야인시대》
- 2002년 SBS 《똑바로 살아라》- 영감 조폭 역
- 2003년 SBS 《올인》
- 2003년 KBS 1TV 《무인시대》- 야율규 역
- 2003년 SBS 《술의 나라》
- 2003년 SBS 《태양의 남쪽》
- 2003년 SBS 《천국의 계단》
- 2004년 KBS 2TV 《백설공주》
- 2004년 MBC 《영웅시대》
- 2004년 KBS 1TV 《불멸의 이순신》
- 2004년 KBS 2TV 《두번째 프러포즈》
- 2004년 KBS 2TV 《해신》
- 2004년 SBS 《러브스토리 인 하버드》 - 형사 역
- 2005년 KBS 2TV 《쾌걸춘향》 - 소매치기범을 경찰서에 데리고 온 남자 역
- 2005년 MBC 《굳세어라 금순아》
- 2005년 MBC 《제5공화국》 - 서영준 역
- 2005년 MBC 《내 이름은 김삼순》 - 개명허가서를 찢어버리는 남자 역
- 2006년 MBC 《궁》 - 사채업자 역
- 2006년 SBS 《사랑과 야망》
- 2006년 MBC 《주몽》 - 배망 역
- 2006년 SBS 《연개소문》
- 2007년 SBS 《쩐의 전쟁》 - 경찰 / 홍은주 남편 역
- 2008년 KBS 2TV 《대왕 세종》
- 2008년 SBS 《바람의 화원》
- 2008년 SBS 《아내의 유혹》 - 사채업자 역
- 2009년 KBS 2TV 《남자 이야기》
- 2009년 SBS 《찬란한 유산》 - 찜질방에서 고은우를 때리는 남자 역
- 2009년 MBC 《선덕여왕》
- 2009년 KBS 2TV 《수상한 삼형제》
- 2010년 SBS 《산부인과》 - 양미순의 남편 역
- 2010년 MBC 《동이》
- 2010년 KBS 2TV 《제빵왕 김탁구》 - 왕발이 역
- 2010년 KBS 1TV 《전우》
- 2011년 SBS 《무사 백동수》 - 장태산 역
- 2012년 MBC 《무신》 - 우야손탈 역
- 2012년 MBC 《마의》
- 2012년 KBS 2TV 《전우치》
- 2013년 MBC 《구암 허준》
- 2013년 MBC 《제왕의 딸 수백향》
- 2014년 MBC 《왔다! 장보리》 - 흑곰 역
- 2014년 KBS 2TV 《조선 총잡이》 - 도적 역
- 2015년 MBC 《화정》
- 2015년 KBS 2TV 《부탁해요, 엄마》
- 2015년 KBS 2TV 《장사의 신 - 객주 2015》
- 2016년 MBC 《옥중화》 - 홍만종 역

#### 재연극
- 1993년 ~ 1999년 MBC 《경찰청 사람들》
- 1994년 ~ 1999년 KBS 1TV 《긴급구조 119》
- 1998년 ~ 2001년 KBS 2TV 《공개수배 사건 25시》
- 2000년 ~ 2004년 경인방송 《리얼스토리 실제상황》

#### 시사교양
- 2014년 EBS 1TV 대한민국 화해 프로젝트 - 용서 - 끝나지 않은 전쟁, 악역 배우 신준영과 아버지 (2014. 06. 10)

### 영화
- 1994년 《절대사랑》 - 형사 2 역
- 1998년 《블루스》 - 박 기사 역
- 1999년 《해피엔드》 - 형사 1 역
- 2000년 《깡패 수업 3》 - 인신매매범 낚새 역
- 2001년 《7인의 새벽》
- 2001년 《조폭 마누라》 - 단란주점 주인 역
- 2001년 《와이키키 브라더스》 - 수안보 건달 1 역
- 2003년 《와일드 카드》 - 장물아비 역
- 2011년 《회초리》 - 만식 역
- 2016년 《쉬즈》
- 2022년 《아부쟁이》 - 농부 역 (제작, 특별출연)

### 공연

#### 연극
- 《서푼짜리 아르바이트》
- 《아가씨와 건달들》
- 《배비장전》
- 《혜화동 파출소》
- 《라이방》
- 2012년 《바쁘다 바뻐》 - 아버지 역
- 2012년 《사랑했던 놈, 사랑하는 놈, 상관없는 놈》
- 2015년 《펜션에서 1박 2일》
- 2016년 《만화방 미숙이》

## 연출

### 영화
- 2021년 《동백》

### 공연

#### 연극
- 2016년 《만화방 미숙이》

## 수상
- 2012년 대한민국문화연예대상 연극공로상
- 2018년 한국을 빛낸 사회발전대상 문화예술진흥발전부문 대상